# نهال الغول
نهال الغول أو نهال غول، ولدت في 6 فبراير 1984 بقليبية بتونس، هي لاعبة تونسية للكرة الطائرة.
هي عضوة في الفريق النسائي الوطني للكرة الطائرة في تونس، ولعبت في هاك لو هافر في عام 2014. كانت جزءًا من المنتخب الوطني التونسي في بطولة العالم للكرة الطائرة للسيدات في الاتحاد الدولي للكرة الطائرة_FIVB_ عام 2014 بإيطاليا.
الأندية التي شاركت بها:
- فرنسا هاك لو هافر (2014).